# Districtul civil Byron, comitatul Buchanan, Iowa
Pentru alte districte (civile sau de alt tip) cu același nume, vedeți Districtul Byron (dezambiguizare).
Pentru alte utilizări ale celor două nume proprii, vedeți Byron (dezambiguizare) și Buchanan (dezambiguizare).
Districtul civil Byron, comitatul Buchanan, Iowa (în original Byron Township, Buchanan County) este unul din cele șaisprezece  districte civile (în original township) din comitatul Byron, statul Iowa, Statele Unite ale Americii.

## Districte topografice și districte civile
Utilizarea termenului de district topografic este făcută în sensul inițial topografic, un pătrat cu latura de exact 6 mile (circa 9.654 metri) și suprafața de exact 36 de mi2 (aproximativ 93,1997 km2). Majoritatea covârșitoare a districtelor civile ale statului Iowa au forma, latura și suprafața extrem de apropiate de forma și valorile districtelor topografice standard practicate atât în Canada cât și în Statele Unite ale Americii.

## Geografie
Byron Township acoperă o suprafață de circa 94,624 km2 (sau 36.55 mi2), având două așezăminte pe suprafața sa, Winthrop și o localitate fantomă Doris. Localitatea Winthrop are statut de oraș, iar Doris este considerată o fostă localitate.
Conform datelor culese de aceeași agenție a guvernului Statelor Unite, United States Geological Survey (sau, pe scurt, USGS), pe teritoriul districtului se găsesc și trei cimitire, Byron, Fairview și Payne.

## Demografie
Conform datelor înregistrate de United States Census Bureau, Biroul de recensăminte al Statelor Unite ale Americii, populația districtului fusese de 1,063 de locuitori la data efectuării recensământului din 2010.